# Ameroseiidae
Ameroseiidae (лат.) — семейство паразитиформных клещей из отряда Mesostigmata.

## Описание
Мелкие клещи длиной от 0,27 до 0,5 мм. Встречаются всесветно. Образ жизни малоизучен. Обнаружены в лесной подстилке, в гниющих растительных остатках, в муравейниках, в гнёздах птиц и млекопитающих, на складах, на насекомых и растениях.

## Систематика
Семейство Ameroseiidae включает 9 родов и около 70 видов:
- Afrocypholaelaps Elsen, 1972
- Ameroseius Berlese, 1903
  - =Kleemannia Oudemans, 1930 & Primoseius Womersley, 1956
- Brontispalaelaps Womersley, 1956
- Edella Smith-Meyer, 1974
- Epicriopsis Berlese, 1916
- Hattena Domrow, 1963
  - =Edbarellus Manson, 1974
- Neocypholaelaps Vitzthum, 1943 (новое имя для Cypholaelaps Berlese, 1918 преокк. Berlese, 1917)
  - (=Asperolaelaps Womersley, 1956 & Indoseius Evans, 1955)
- Sertitympanum P. Elsen & J. O. J. Whitaker, 1985
- Sinoseius Bai & Gu, in Bai, Gu & Fang 1995